# FK Poltava
Pour les articles homonymes, voir Vorskla Poltava.
Maillots
Le Futbolny Klub Poltava (en ukrainien : Футбольный Клуб Полтава), plus couramment abrégé en FK Poltava, est un ancien club ukrainien de football fondé en 2007 puis disparu en 2018 et basé dans la ville de Poltava.
Le club est dissous à l’issue de la saison 2017-2018.

## Histoire
Le club est fondé le 5 juin 2007 par le nouveau maire de la ville, Andriy Matkovski, qui est aussi le président honoraire et le sponsor principal.
Il est promu sportivement en première division ukrainienne pour la première fois de son histoire à l'issue de la saison 2017-2018 qui le voit terminer second de deuxième division avant de remporter le barrage de promotion face au Tchornomorets Odessa. Le club ne fait cependant jamais ses débuts dans l'élite, annonçant sa dissolution en juin 2018.

## Bilan sportif

### Palmarès
| Compétitions nationales |
| --- |
| - Championnat d'Ukraine D2 : - Vice-champion : 2016-17. - Championnat d'Ukraine D3 (1) : - Champion : 2011-12. - Vice-champion : 2008-09 et 2010-11. |

### Bilan par saison
| Saison    | Championnat | Championnat | Championnat | Championnat | Championnat | Championnat | Championnat | Championnat | Championnat | Championnat | Coupe d'Ukraine     |
| Saison    | Division    | Pos         | Pts         | J           | V           | N           | D           | BP          | BC          | Diff        | Coupe d'Ukraine     |
| --------- | ----------- | ----------- | ----------- | ----------- | ----------- | ----------- | ----------- | ----------- | ----------- | ----------- | ------------------- |
| 2007-2008 | 3e groupe B | 11e         | 43          | 34          | 11          | 10          | 13          | 36          | 51          | -15         | —                   |
| 2008-2009 | 3e groupe B | 2e          | 72          | 34          | 21          | 9           | 4           | 52          | 23          | +29         | 32es de finale      |
| 2009-2010 | 3e groupe B | 3e          | 54          | 26          | 16          | 6           | 4           | 34          | 16          | +18         | Seizièmes de finale |
| 2010-2011 | 3e groupe B | 2e          | 48          | 22          | 15          | 3           | 4           | 41          | 24          | +17         | Huitièmes de finale |
| 2011-2012 | 3e groupe B | 1er         | 59          | 26          | 18          | 5           | 3           | 50          | 18          | +32         | Seizièmes de finale |
| 2012-2013 | 2e          | 13e         | 45          | 34          | 11          | 12          | 11          | 35          | 35          | 0           | 32es de finale      |
| 2013-2014 | 2e          | 4e          | 46          | 30          | 14          | 4           | 12          | 36          | 34          | +2          | Seizièmes de finale |
| 2014-2015 | 2e          | 10e         | 42          | 30          | 11          | 9           | 10          | 29          | 27          | +2          | Huitièmes de finale |
| 2015-2016 | 2e          | 10e         | 38          | 30          | 10          | 8           | 12          | 29          | 32          | -3          | 32es de finale      |
| 2016-2017 | 2e          | 12e         | 40          | 34          | 13          | 4           | 17          | 33          | 43          | -10         | Quarts de finale    |
| 2017-2018 | 2e          | 2e          | 72          | 34          | 23          | 3           | 8           | 56          | 26          | +30         | 32es de finale      |

Légende
- Promotion en division supérieure.

## Personnalités du club

### Présidents du club
- Leonid Sobolev

### Entraîneurs du club
| - Oleksandr Omeltcohuk (2007 - 2009) - Ivan Chariy (2009 - 2010) - Yuriy Malyhine (2010 - 2010) - Anatoliy Bezsmertnyi (2010 - 2013) | - Ilya Blyznyouk (2013 - 2015) - Oleh Fedortchouk (2015) - Anatoliy Bezsmertnyi (2015 - 2016) - Andriy Zavyalov (2016) | - Yuriy Yarochenko (2016 - 2017) - Volodymyr Prokopinenko (2017) - Anatoliy Bezsmertnyi (2017 - 2018) |